# 다육 식물

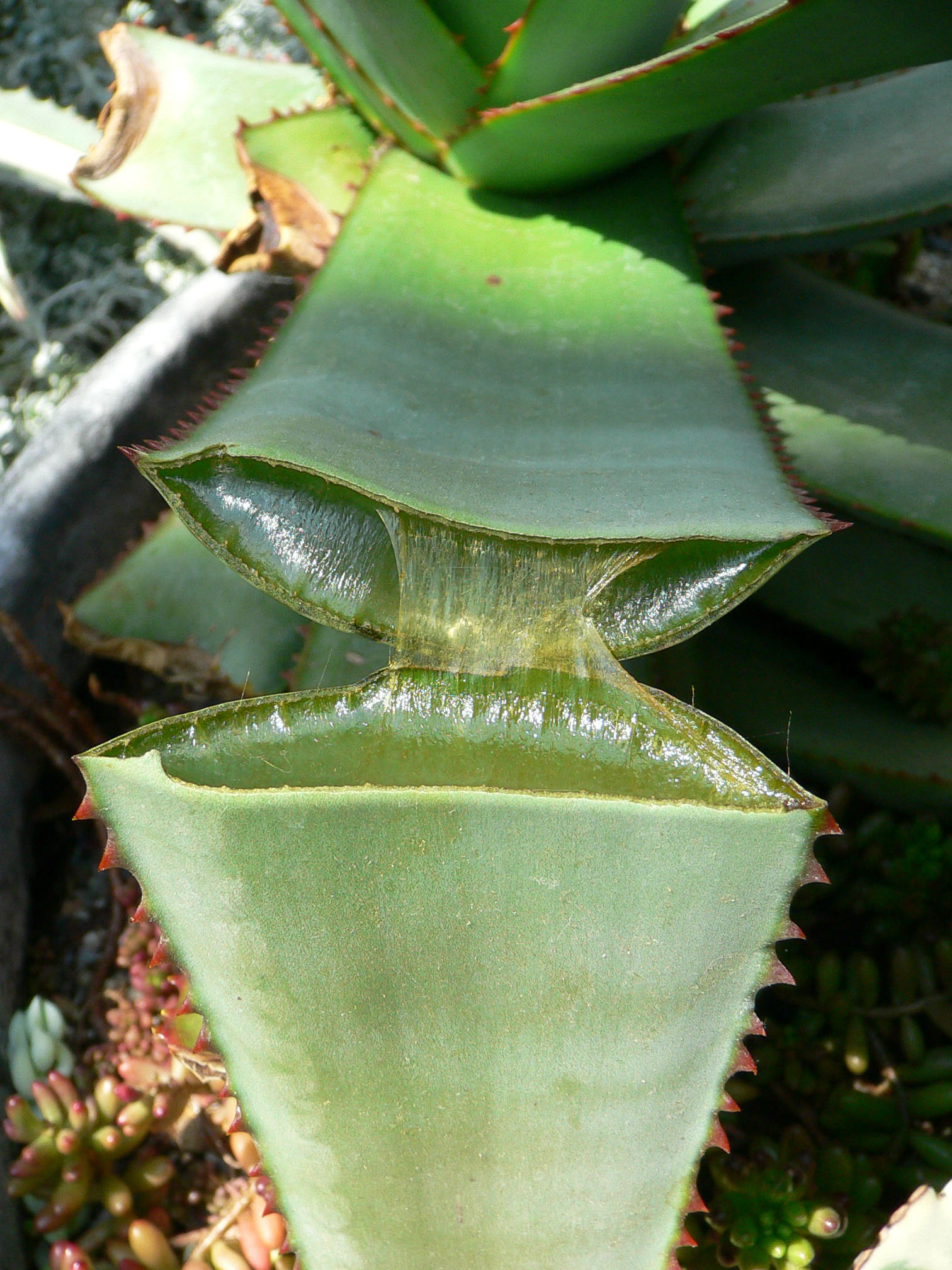
다육 식물은 여기있는 알로에처럼 잎에 물을 저장한다.

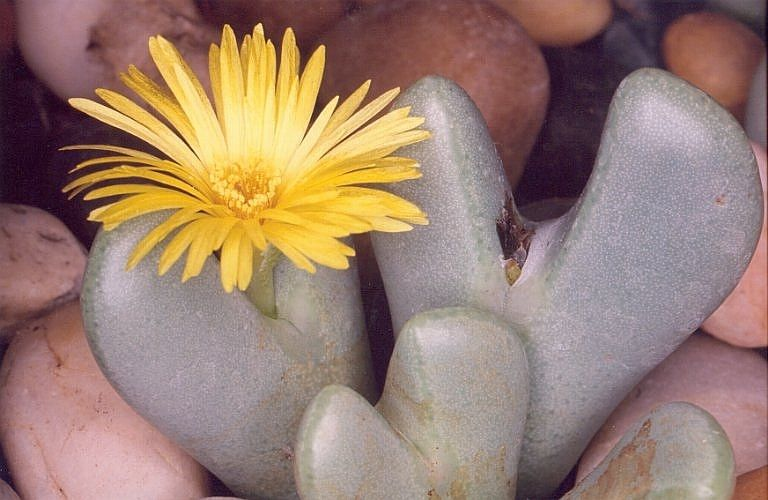
Conophytum ampliatum 번행초과의 다육식물

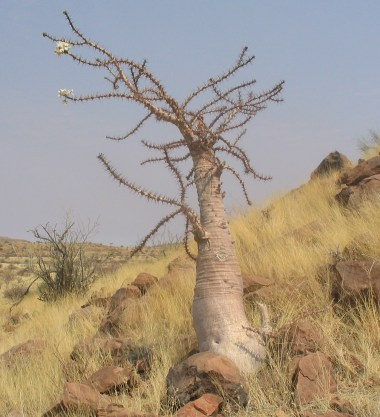
협죽도과:Pachypodium lealii, 줄기 다육

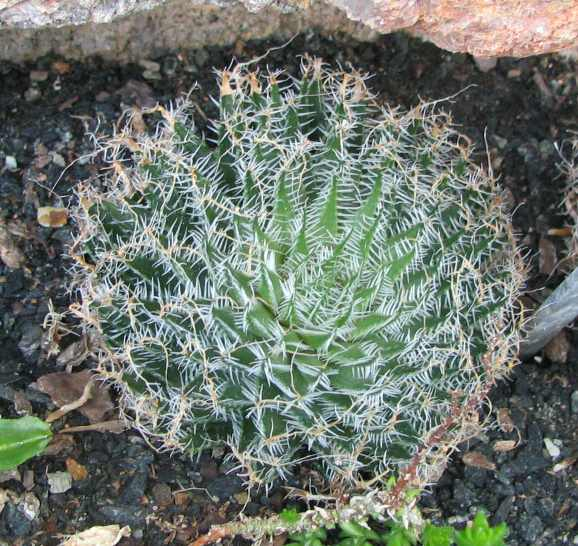
아스포델루스과: Haworthia arachnoidea, 잎 다육

다육 식물(多肉植物)은 건조 기후나 모래 환경에 적응하기 위하여 다육질의 잎에 물을 저장하고 있는 식물을 말한다. 다육식물은 잎이나 줄기, 또는 뿌리에 물을 저장한다.
선인장, 알로에, 돌나물과 등의 많은 식물군이 다육 식물에 포함되는데 하나의 식물과에서도 일부 식물만이 다육 식물로 불리는 경우도 있다.

## 특징
다육 식물은 내부에 물을 저장하고 있기 때문에 다른 식물에 비해 통통한 외관을 가지는 경우가 많다. 이러한 특성을 다육질이라고 부르는데 다육 식물은 이러한 특성 이외에도 물을 절약하기 위해 다음과 같은 다양한 특성을 가지고 있다.
- 수분 손실을 최소화 하기 위한 CAM형 광합성
- 퇴화되어 작아지거나 아예 없는, 혹은 가시형태의 잎
- 기공의 개수가 적음
- 광합성 세포들이 잎보다 줄기에 주로 있음
- 작고 구나 원통 형태의 성장
- 식물체의 부피를 빠르게 증가시킬 수 있으면서 해에 노출되는 표면을 줄이는 구조
- 윤이나거나 뾰족하거나 털이 복슬복슬한 외관. 식물 주변에 습기있는 작은 공간을 형성함으로써 식물 표면 근처의 공기 흐름을 줄여 수분 증발을 막고 그늘을 만들 수 있다.
- 땅 표면 바로 근처에 존재하는 뿌리. 작은 비나 이슬에도 물기를 빨아들일 수 있다.
- 높은 내부 온도(52 °C)에도 물을 머금고 통통하게 있을 수 있는 능력[1]
- 침투성이 없이 단단한 바깥 피부[1]
- 물을 충분히 가지고 있을 수 있는 점액질의 물질.

많은 다육 식물들은 스텝, 준-사막, 사막과 같은 열대나 아열대 지방을 원산지로 하고 있다. 높은 온도와 적은 강수량은 식물들이 긴 건기 동안 살아남기 위하여 물을 모으고 저장하도록 만들었다. 착생식물 같은 다육 식물들은 "공기 식물 (air plants)"이라고도 하는데 이는 이 다육 식물들이 땅과 거의 닿아있지 않거나 아예 닿아있지 않은 상태로 물을 저장하는 능력에 기대 살아가기 때문이다. 또한 다육 식물은 해안이나 염전 같은 다른 식물종들이 살 수 없을 정도로 미네랄 함량이 높은 서식지에서도 발견된다.
모든 선인장은 다육 식물이고 선인장이 가장 잘 알려진 다육 식물이긴 하지만 다육 식물에 선인장만 있는 것은 아니다. 아프리카에서 진화한 다육 식물과 아메리카에서 진화한 다육 식물 간에는 큰 차이가 있다. 신대륙에서 발견된 다육 식물을 선인장이라고 부르며 모두 가시를 가지고 있다. 반면 비록 평행 진화의 결과 신대륙에서 발견된 것과 매우 비슷한 종의 다육식물이 구대륙에도 존재하긴 하지만 이 식물들에는 가시는 없다.

## 분류
다육으로 된 부위에 따라 다음과 같이 분류할 수 있다.

### 잎이 다육으로 된 식물
용설란과, 꿩의비름과, 번행초과, 백합과, 쇠비름과, 협죽도과 Pachypodium속, 석산과 하에만서스속 등

## 원예 재배
한국에는 20세기 말에 들어오기 시작했으며, 2009년 무렵부터 재배가 확산되었다.
다육식물

## 같이 보기
- CAM 식물